# Takayuki Nakahara
Takayuki Nakahara (født 18. november 1984) er en japansk fodboldspiller.
Han har spillet for flere forskellige klubber i sin karriere, herunder Vegalta Sendai, Albirex Niigata og Avispa Fukuoka.